# Lipprechterode
Lipprechterode ist eine Gemeinde im Landkreis Nordhausen in Thüringen. Erfüllende Gemeinde für Lipprechterode ist die Stadt Bleicherode.

## Geografie
Die Gemeinde liegt am Nordhang der Bleicheröder Berge. Die Bode fließt durch den Ort.

## Geschichte
Der Ort wurde erstmals am 16. April 1120 urkundlich erwähnt.
Auf dem kleinen Bergsporn im Nordosten des Dorfes stand früher eine in Vor- und Hauptburg unterteilte Befestigungsanlage. Sie hatte wohl eine Schutzfunktion für die im Bodetal verlaufende Heeresstraße. Reste zeugen nicht mehr von dieser Veste, aber der Kirchhof steht als Nachfolger auf diesem Platz.
1317 bekam das Kloster Bursfelde hier von den Grafen von Beichlingen einen Hof, der wirtschaftlich später dem Hannoverschen Klosterfonds zugeordnet wurde.

## Politik

### Gemeinderat
Nach der Kommunalwahl 2024 gehören dem Gemeinderat fünf Vertreter des Wählerbündnisses Sport-/Carnevalverein angehören und einer des Wählerbündnisses Feuerwehr/Chor.

### Bürgermeister
Seit 2016 ist der parteilose Jörg Kirchner Bürgermeister von Lipprechterode. 2016 setzte er sich gegen die ebenfalls parteilose Hannelore Mann mit 63,6 Prozent der Stimmen durch. 2022 trat er ohne Gegenkandidaten an und wurde einstimmig im Amt bestätigt.

## Kultur und Sehenswürdigkeiten

### Vereine
Zu den Vereinen gehören:
- SV Blau Weiss 90 Lipprechterode
- Lipprechteröder Carneval Club
- Förderverein Freiwillige Feuerwehr Lipprechterode e. V.

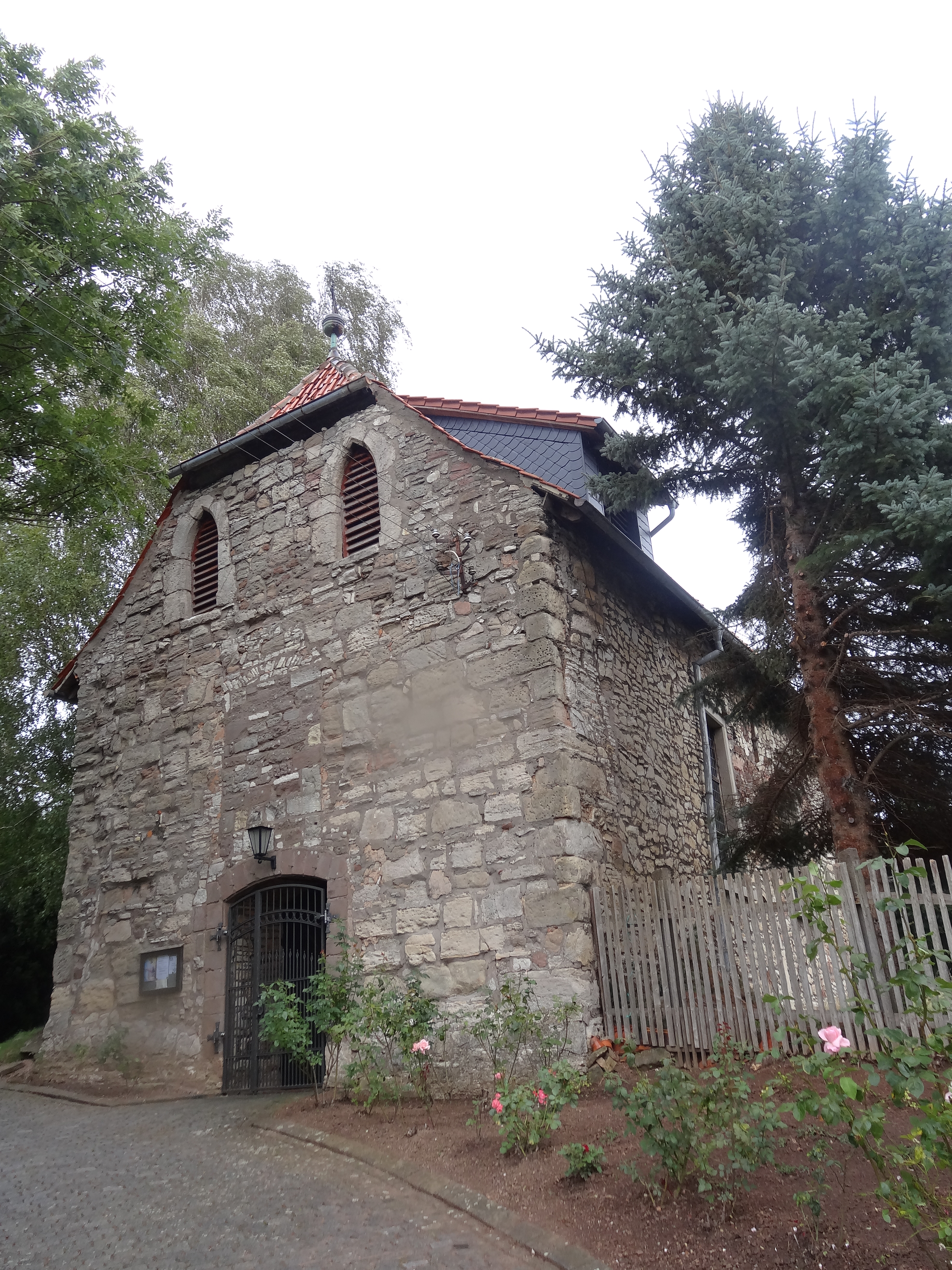
St. Johannes

### Bauwerke
Die evangelische Kirche St. Johannes ist eine aus Bruchsteinen bestehende einfache Saalkirche mit eingezogenem, gerade geschlossenem Chor ohne Turm. Bereits 1119 wurde eine romanische Kapelle erwähnt. Erweiterungen bis zur gegenwärtigen Form erfolgten 1617 und 1718. Im Rahmen einer Renovierung im Jahr 1980 wurde das Innere völlig neu gestaltet.

## Persönlichkeiten
- Walter Kiel (* 1907 in Lipprechterode; † 1986 in Burgas/Bulgarien), Agrarwissenschaftler